# Haacht
Haacht is een plaats en gemeente in de Belgische provincie Vlaams-Brabant. De gemeente telt 15.671 inwoners. Sinds de fusie van 1977 bestaat de gemeente Haacht uit de deelgemeenten Haacht, Wespelaar, Tildonk en verder de gehuchten Wakkerzeel en Kelfs die respectievelijk van Werchter en van Herent werden afgescheiden en bij Haacht gevoegd. Haacht is al sinds de Franse Revolutie de hoofdplaats van het gelijknamige gerechtelijke kanton en kieskanton, behorende tot het arrondissement Leuven. De gemeente ligt in de landstreek Dijleland en in de Brabantse Kempen. 

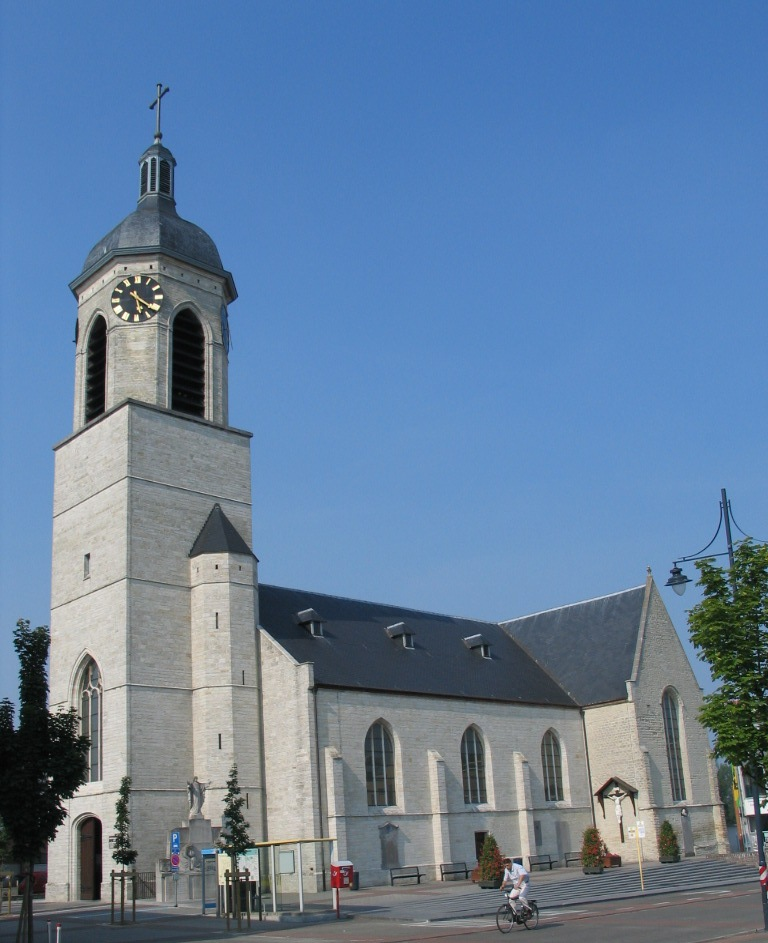
De Sint-Remigiuskerk

## Toponymie
De naam "Hacht" werd voor het eerst gebruikt in een document uit de eerste helft van de 12e eeuw. Hach, wat haag betekent, wordt gecombineerd met het verzamelende -t. Hacht zou dus een plaats geweest zijn waar hagen groeiden. Een ander argument voor deze naamverklaring is dat als Haacht in het dialect van de wijde regio wordt uitgesproken, namelijk "Hoght", krijgt men het dialectwoord voor haag.

## Geschiedenis

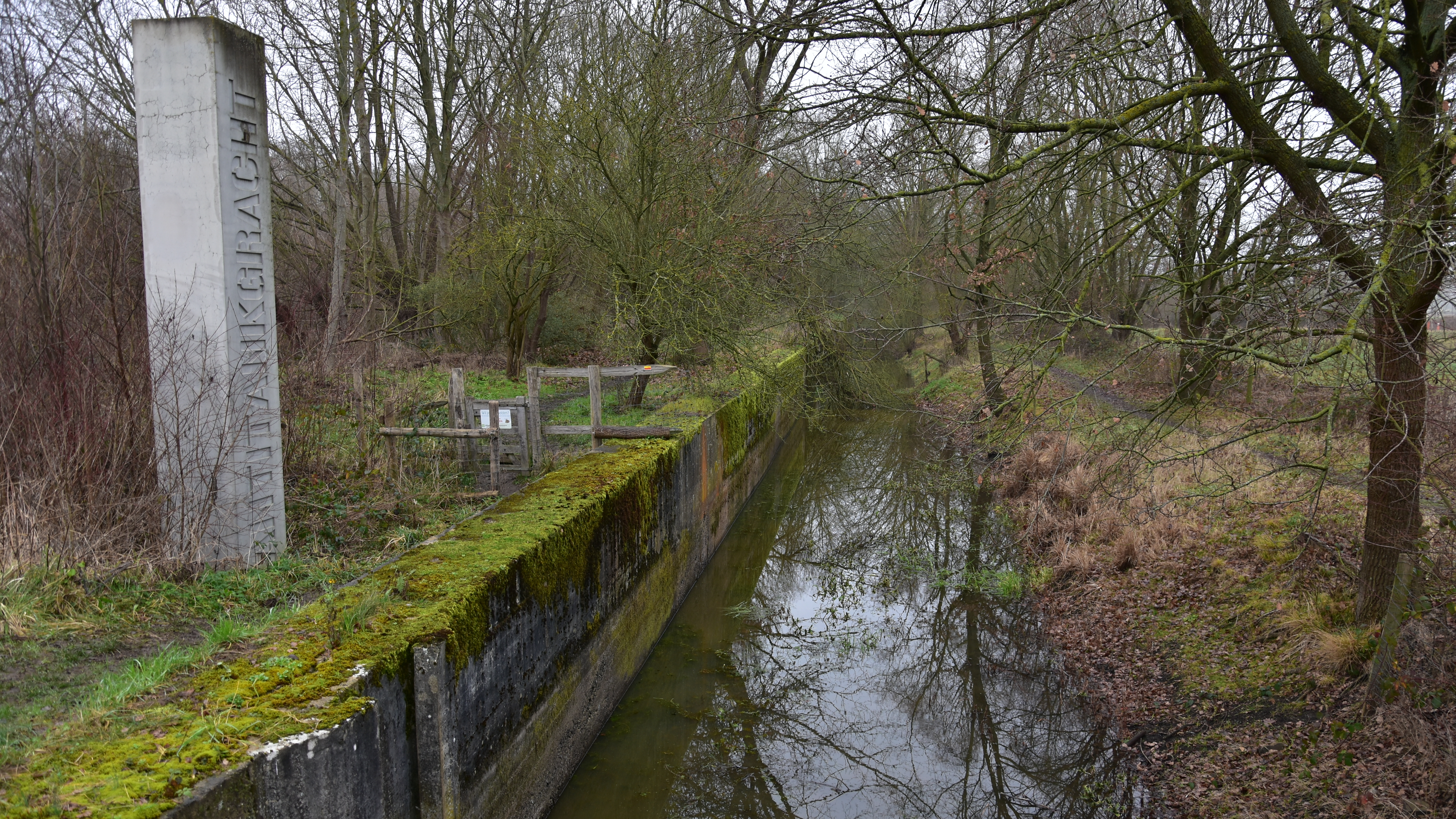
Zicht op de huidige antitankgracht, onderdeel van de KW-stelling

De vondst van twee weefgewichten getuigt van bewoning in Haacht nog voor het begin van de jaartelling, terwijl uit pollenonderzoek blijkt dat er in het oosten van de gemeente al 1500 jaar daarvoor graan werd geteeld. Potscherven wijzen dan weer op bewoning tijdens de Gallo-Romeinse periode.
Kerkelijk behoorde de gemeente eeuwenlang tot het bisdom Luik, meer bepaald tot het aartsdiakonaat Brabant. Zo zorgde de vroegere bedding van de Dijle, die zuidelijker liep, voor een kerkelijke scheiding van de gemeente. De rivier vormde de grens tussen het bisdom Luik (Haacht) en het bisdom Kamerijk (Wespelaar en Tildonk) en zelfs een grens tussen de 2 kerkprovincies, respectievelijk het aartsbisdom Keulen en het aartsbisdom Reims. Na de hervorming van 1559 behoort de gemeente Haacht kerkelijk tot het aartsbisdom Mechelen.
Het bestuur van de gemeente werd uitgeoefend door de ridders van Rotselaar, die tussen de 14e en de 16e eeuw ook een kasteel te Haacht verkregen, het Kasteel Van Roost, dat sinds de 19e eeuw verdwenen is. Rotselaar en Haacht vormden dus één heerlijkheid, die in de 16e eeuw in de handen van de hertogen van Croÿ kwam. In de 17e à 18e eeuw verhuisde de macht naar de hertogen van Arenberg.

## Geografie

### Kernen
Naast de dorpskern van Haacht telt de gemeente nog volgende woonkernen: Kelfs, Tildonk, Wakkerzeel, Wespelaar en Sint-Adriaan. De bebouwing van die laatste sluit aan op die van Haacht-centrum. Dan is er nog Haacht-Station dat vastgebouwd is aan Wespelaar.

#### Tabel
| # | Naam      | Opp. (km²) | Inwoners (2020) | Inwoners per km² | NIS-code |
| - | --------- | ---------- | --------------- | ---------------- | -------- |
| 1 | Haacht    | 15,46      | 7.174           | 464              | 24033A   |
| 2 | Tildonk   | 9,80       | 3.971           | 405              | 24033B   |
| 3 | Wespelaar | 5,46       | 3.709           | 680              | 24033C   |

De verdeling van het aantal inwoners over andere kernen was per 31 december 2019 als volgt: 
- Kelfs: 443
- Wakkerzeel: 917

### Gemeentegrens
Een gemeentegrenswijziging tussen Haacht en buurgemeente Rotselaar werd door beide gemeenteraden van september 2023 goedgekeurd en op 30 april 2024 goedgekeurd door het Vlaams Parlement. De ruil houdt in dat een oppervlakte van 3 ha 46 a 58 ca van grondgebied Haacht naar grondgebied Rotselaar gaat en vice versa een oppervlakte van 3 ha 30 a 4 ca. Rotselaar werd dus 16 are groter, Haacht 16 are kleiner. Alle percelen hebben hetzelfde statuut, agrarisch gebied, zonder woningen. De wijziging werd uitgevoerd opdat het voetbalterrein van VK Wakkerzeel op het grondgebied van de gemeente Haacht komt te liggen en zo de te vernieuwen infrastructuur geregulariseerd kan worden via de opmaak van een (louter Haachts) gemeentelijk ruimtelijk uitvoeringsplan dat de bestemming als agrarisch gebied wijzigt in recreatiezone en dit elders compenseert.

## Bezienswaardigheden

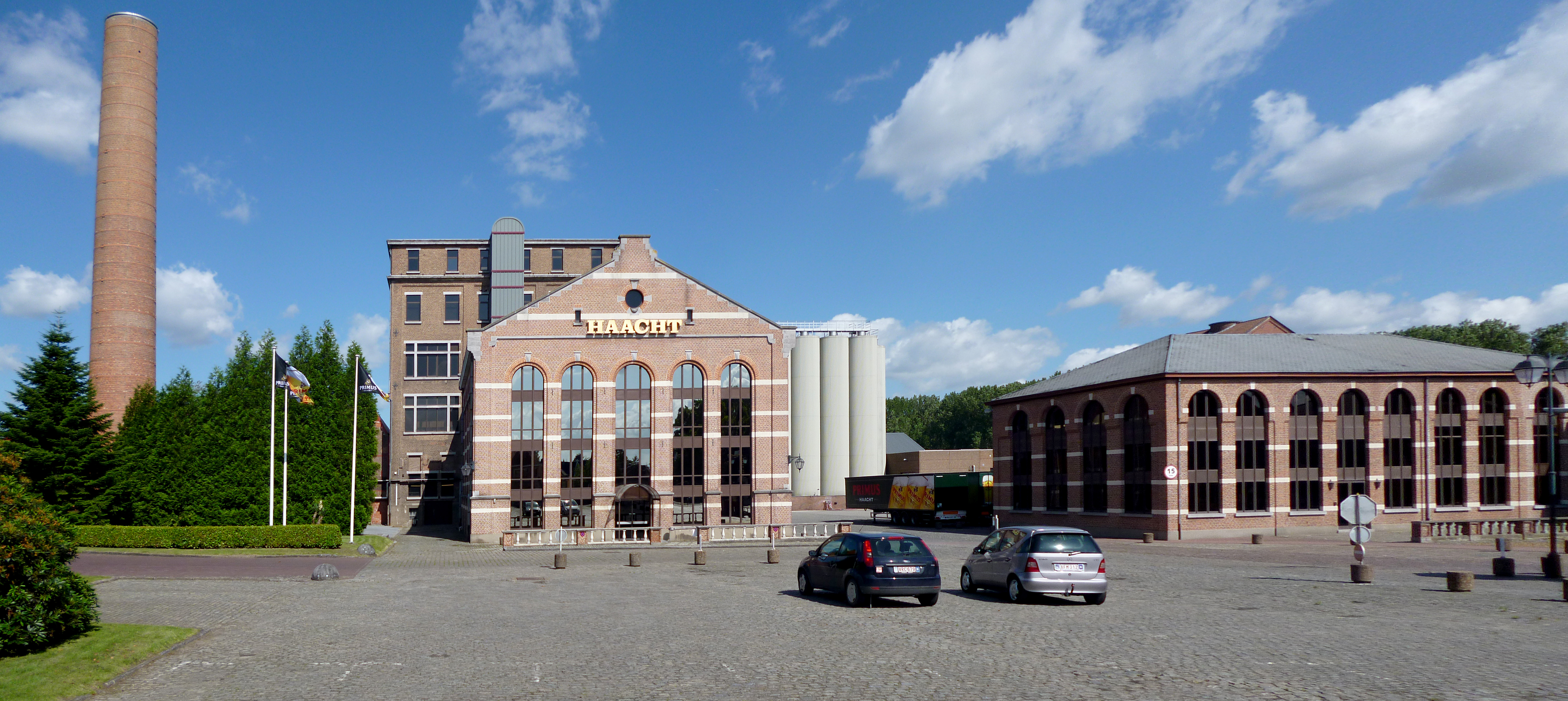
Brouwerij Haacht

- De Sint-Remigiuskerk, waarvan de koorzijmuren nog van de originele kerk uit 1281 stammen.
- De Brouwerij Haacht, de grootste Belgische brouwerij die nog in Belgische handen is en derde brouwerij in België qua marktaandeel, draagt wel de naam van de gemeente, maar ligt in werkelijkheid in de naburige gemeente Boortmeerbeek. De grens tussen beide gemeenten ligt namelijk midden op de Provinciesteenweg richting Brussel, waarbij het ene rijvak Haachts en het andere eigendom van Boortmeerbeek is.
- Het Domein Heiken
- De Behoudenis der Krankenkapel
- Het Kasteel Van Roost
- De antitankgracht, die gebouwd werd in 1939 als onderdeel van de KW-stelling in de aanloop naar de Tweede Wereldoorlog. De gracht had weinig nut, omdat het Duitse leger een wijde omtrekbeweging rond het verdedigingswerk maakte. Sinds 1997 beheert Natuurpunt er 10 hectare natuurgebied. Via de onthaalsite aan de oude Hansbrug is de anti-tankgracht te verkennen waarin ook het park is opgenomen dat zich op de plaats van het voormalig Kasteel van Roost bevindt.

## Natuur en landschap
Haacht ligt in de Zuiderkempen op een hoogte van 7-12 meter. De bodem is zandig. Ten noorden van Haacht stroomt de Dijle.

## Demografische ontwikkeling

### Demografische evolutie deelgemeente voor de fusie
- Bronnen:NIS, Opm:1831 tot en met 1970=volkstellingen, 1976 = inwonersaantal op 31 december

### Demografische evolutie van de fusiegemeente
Alle historische gegevens hebben betrekking op de huidige gemeente, inclusief deelgemeenten, zoals ontstaan na de fusie van 1 januari 1977.
- Bronnen:NIS, Opm:1831 tot en met 1981=volkstellingen; 1990 en later= inwonertal op 1 januari

| Inwoners van jaar tot jaar op 1 januari 1992 tot heden | Inwoners van jaar tot jaar op 1 januari 1992 tot heden | Inwoners van jaar tot jaar op 1 januari 1992 tot heden |
| jaar                                                   | Aantal                                                 | Evolutie: 1992=index 100                               |
| ------------------------------------------------------ | ------------------------------------------------------ | ------------------------------------------------------ |
| 1992                                                   | 12.297                                                 | 100,0                                                  |
| 1993                                                   | 12.453                                                 | 101,3                                                  |
| 1994                                                   | 12.535                                                 | 101,9                                                  |
| 1995                                                   | 12.685                                                 | 103,2                                                  |
| 1996                                                   | 12.791                                                 | 104,0                                                  |
| 1997                                                   | 12.889                                                 | 104,8                                                  |
| 1998                                                   | 13.039                                                 | 106,0                                                  |
| 1999                                                   | 13.157                                                 | 107,0                                                  |
| 2000                                                   | 13.158                                                 | 107,0                                                  |
| 2001                                                   | 13.223                                                 | 107,5                                                  |
| 2002                                                   | 13.235                                                 | 107,6                                                  |
| 2003                                                   | 13.339                                                 | 108,5                                                  |
| 2004                                                   | 13.373                                                 | 108,8                                                  |
| 2005                                                   | 13.499                                                 | 109,8                                                  |
| 2006                                                   | 13.608                                                 | 110,7                                                  |
| 2007                                                   | 13.729                                                 | 111,6                                                  |
| 2008                                                   | 13.898                                                 | 113,0                                                  |
| 2009                                                   | 14.001                                                 | 113,9                                                  |
| 2010                                                   | 14.159                                                 | 115,1                                                  |
| 2011                                                   | 14.183                                                 | 115,3                                                  |
| 2012                                                   | 14.186                                                 | 115,4                                                  |
| 2013                                                   | 14.275                                                 | 116,1                                                  |
| 2014                                                   | 14.204                                                 | 115,5                                                  |
| 2015                                                   | 14.262                                                 | 116,0                                                  |
| 2016                                                   | 14.296                                                 | 116,3                                                  |
| 2017                                                   | 14.442                                                 | 117,4                                                  |
| 2018                                                   | 14.470                                                 | 117,7                                                  |
| 2019                                                   | 14.577                                                 | 118,5                                                  |
| 2020                                                   | 14.854                                                 | 120,8                                                  |
| 2021                                                   | 15.080                                                 | 122,6                                                  |
| 2022                                                   | 15.264                                                 | 124,1                                                  |
| 2023                                                   | 15.425                                                 | 125,4                                                  |
| 2024                                                   | 15.516                                                 | 126,2                                                  |
| 2025                                                   | 15.671                                                 | 127,4                                                  |

## Bestuur en politiek

#### Burgemeesters
- Anno 1931: Verhoeven
- Anno 1942: Joseph Vermeylen
- Anno 1972: Alfred Van Boxmeer

De burgemeesters sinds de gemeentefusie van 1977 zijn als volgt:
- 1977-1982: André Le Roy (CVP), voordien burgemeester van Wespelaar
- 1983-1998: René Van Langendonck
- 1998-2000: Marc Verbeeck
- 2001-2006: Edmond Fillet (VLD)
- 2007-2012: Armand Van Cappellen (CD&V)
- 2013-2015: Edmond Fillet (Open Vld)
- 2016-heden: Steven Swiggers (Open Vld)

#### 2024-2030
In aanloop naar de verkiezingen van oktober 2024 herdoopte de lokale Open Vld zich tot 'Team 3150' en vormden meerderheidspartij CD&V en oppositiepartij Groen een gemeenschappelijke lijst.
Team 3150 ging een coalitie vormen met N-VA en Vooruit. Steven Swiggers bleef burgemeester met schepenen Tom Van der Auwera en Annelotte Van Meldert (tot mei 2025) en Tim Timmermans (vanaf mei 2025). Schepenen voor N-VA werden Kristel Godyns en Frank Vannetelbosch. Karin Jiroflée bleef schepen voor Vooruit.

#### 2019-2024
In de legislatuurperiode 2019-2024 wordt Haacht bestuurd door een coalitie van Open Vld, CD&V en sp.a. Samen vormen ze de meerderheid met 14 op 23 zetels. Steven Swiggers blijft burgemeester. Jos Verdeyen is de enige CD&V-schepen en Karin Jiroflée de enige sp.a-schepen. Tom Van der Auwera, Nico Bogaerts en Ilse Fillet zijn schepenen voor Open Vld. In najaar 2021 volgde Annelotte Van Meldert Nico Bogaerts op als schepen. Tim Timmermans nam de fakkel over van Ilse Fillet als schepen en voorzitter van de Raad voor Maatschappelijk Welzijn in het voorjaar van 2022.

#### 2013-2018
In de legislatuurperiode 2013-2018 werd Haacht bestuurd door een coalitie van Open Vld, Groen en sp.a. Samen vormden ze de meerderheid met 13 op 23 zetels. Van 2013 tot 2015 was Edmond Fillet (Open Vld) burgemeester. Halverwege de legislatuur werd hij opgevolgd door zijn partijgenoot Steven Swiggers.

### Resultaten gemeenteraadsverkiezingen sinds 1976
| Partij               | Partij                                           | 10-10-1976 | 10-10-1976 | 10-10-1982 | 10-10-1982 | 9-10-1988 | 9-10-1988 | 9-10-1994 | 9-10-1994 | 8-10-2000 | 8-10-2000 | 8-10-2006 | 8-10-2006 | 14-10-2012 | 14-10-2012 | 14-10-2018 | 14-10-2018 | 13-10-2024 | 13-10-2024 |
| Stemmen / Zetels     | Stemmen / Zetels                                 | %          | 21         | %          | 21         | %         | 21        | %         | 21        | %         | 23        | %         | 23        | %          | 23         | %          | 23         | %          | 25         |
| -------------------- | ------------------------------------------------ | ---------- | ---------- | ---------- | ---------- | --------- | --------- | --------- | --------- | --------- | --------- | --------- | --------- | ---------- | ---------- | ---------- | ---------- | ---------- | ---------- |
|                      | SP1/ LVB2/ sp.a-DNAB/ sp.a3/ Vooruit4            | 27,981     | 6          | 27,061     | 6          | 35,71     | 9         | 33,932    | 8         | 20,581    | 5         | 30,46B    | 7         | 14,733     | 3          | 10,43      | 2          | 12,94      | 3          |
|                      | VU1/ D.N.A.A/ sp.a-DNAB/ N-VA2                   | 7,561      | 1          | 10,421     | 1          | 12,151    | 2         | 14,29A    | 3         | 14,28A    | 3         | 30,46B    | 7         | 23,582     | 6          | 22,82      | 5          | 19,32      | 5          |
|                      | Agalev1/ D.N.A.A/ sp.a-DNAB/ Groen2/ Groen-CD&VC | -          |            | -          |            | 6,141     | 0         | 14,29A    | 3         | 14,28A    | 3         | 30,46B    | 7         | 15,032     | 3          | 17,52      | 4          | 26,5C      | 7          |
|                      | CVP1/ CD&V2/ Groen-CD&VC                         | 52,141     | 12         | 28,361     | 7          | 30,461    | 7         | 28,381    | 6         | 28,511    | 7         | 28,182    | 7         | 17,722     | 4          | 15,32      | 3          | 26,5C      | 7          |
|                      | PVV1/ VLD2/ Open Vld3/ Team 31504                | 12,321     | 2          | 9,761      | 1          | -         |           | 15,892    | 3         | 28,022    | 7         | 27,662    | 7         | 28,943     | 7          | 34,03      | 9          | 30,94      | 9          |
|                      | Vlaams Blok1/ Vlaams Belang2                     | -          |            | -          |            | -         |           | -         |           | 8,61      | 1         | 13,702    | 2         | -          |            | -          |            | 6,1        | 1          |
|                      | GBH                                              | -          |            | 24,41      | 6          | 15,55     | 3         | 7,51      | 1         | -         |           | -         |           | -          |            | -          |            | -          |            |
|                      | VLH                                              | -          |            | -          |            | -         |           | -         |           | -         |           | -         |           | -          |            | -          |            | 4,3        | 0          |
| Totaal stemmen       | Totaal stemmen                                   | 7424       | 7424       | 8244       | 8244       | 8740      | 8740      | 9102      | 9102      | 9443      | 9443      | 9936      | 9936      | 10202      | 10202      | 10582      | 10582      | 7457       | 7457       |
| Opkomst %            | Opkomst %                                        |            |            |            |            | 95,49     | 95,49     | 93,27     | 93,27     | 92,29     | 92,29     | 93,49     | 93,49     | 91,89      | 91,89      | 92,4       | 92,4       | 61,2       | 61,2       |
| Blanco en ongeldig % | Blanco en ongeldig %                             | 3,1        | 3,1        | 4,52       | 4,52       | 4,43      | 4,43      | 6,36      | 6,36      | 5,1       | 5,1       | 4,59      | 4,59      | 4,44       | 4,44       | 4,6        | 4,6        | 0,7        | 0,7        |

De rode cijfers naast de gegevens duiden aan onder welke naam de partijen telkens bij een verkiezing opkwamen.

De zetels van de gevormde coalitie staan vetjes afgedrukt

### Gemeentebedrijf
De gemeente heeft in 2003 het Autonoom Gemeentebedrijf Haacht (AGB Haacht) opgericht, dat instaat voor het beheer en de exploitatie van de gebouwen van het dienstencentrum Den Breughel, het vrijetijdscomplex Den Dijk en het cultuurprogramma in GC Den Breughel.

## Mobiliteit
Doorheen de gemeente loopt de gewestweg N21 (Provinciesteenweg-Stationsstraat-Werchtersesteenweg). Deze weg loopt door de dorpskern van Haacht. De straten Zoellaan-Lombaardenlaan-Kloosterstraat-Wespelaarsesteenweg-Jennekensstraat worden beschouwd als ringweg om het doorgaande verkeer uit de dorpskern te houden.
Aan de zuidkant van het kanaal Leuven-Dijle loopt de fietssnelweg F8.

### Openbaar vervoer

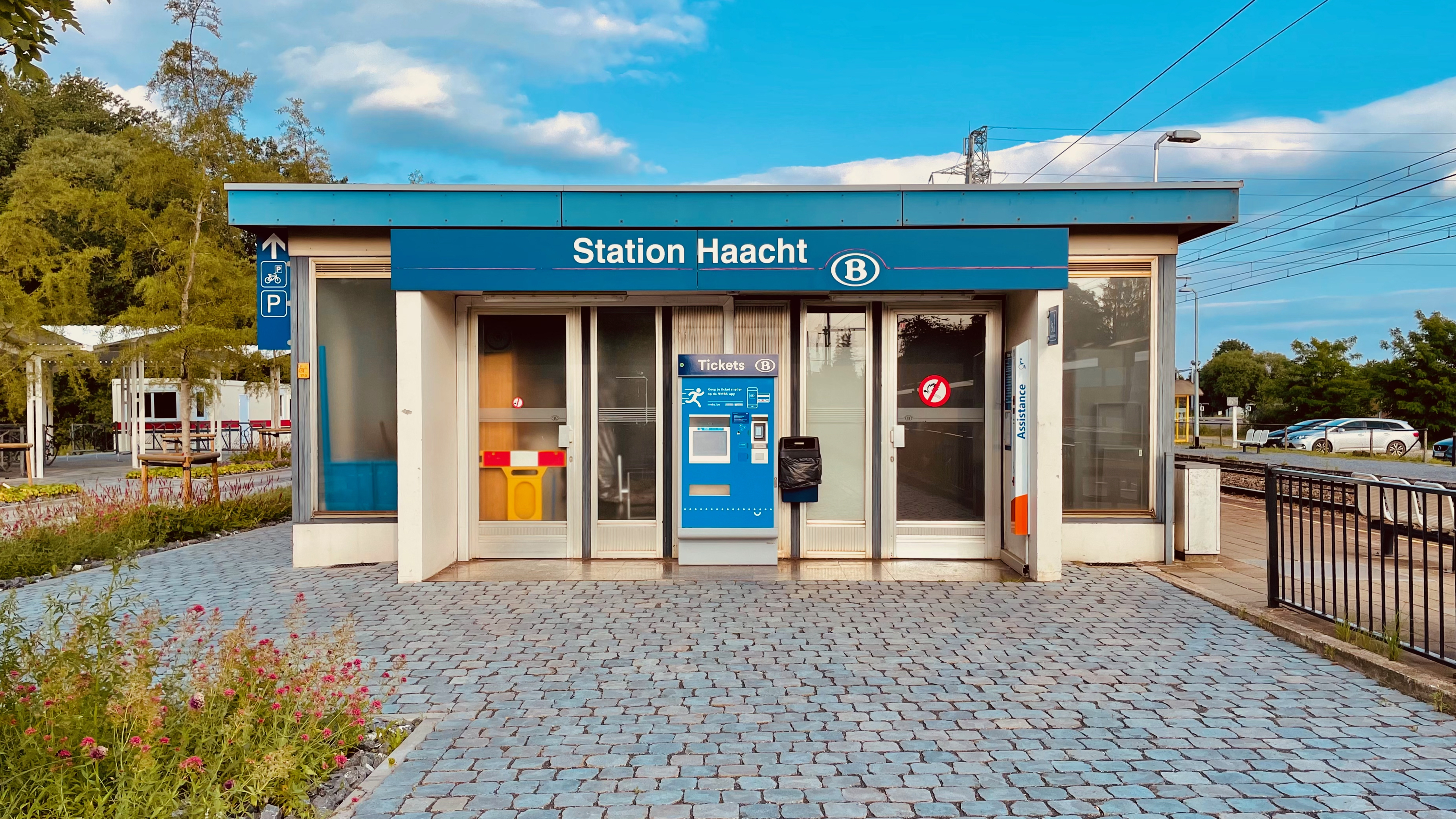
Stationsgebouw Haacht

Station Haacht ligt ten zuiden van het centrum en is een belangrijk lokaal vervoersknooppunt met verbindingen tussen Leuven en Mechelen, Sint-Niklaas en Gent. De halte aan spoorlijn 53 had tot juli 2015 loketten maar is sindsdien een stopplaats.
Verderop lijn 53 liggen ook station Wespelaar-Tildonk en station Hambos. Deze laatste wordt echter minder frequent bediend.
Vroeger liep er een tramlijn vanuit Brussel (buurtspoorwegen van de provincie Brabant) over het traject van de N21 tot in Haacht-centrum. In de hedendaagse tijd was er sprake van het (her)aanleggen van een tramlijn tussen Brussel en Haacht/Heist-op-den-Berg in het kader van Brabantnet maar anno 2013 is dat idee afgevoerd wegens niet rendabel.

## Economie
De gemeente kent twee KMO-zones, Kruineike en Hambos. Ook de industriezone aan Kampenhout-Sas ligt tegen de gemeentegrens aan.
In de dorpskern van Haacht bevindt zich een ruim aantal handelszaken, met een wekelijkse markt op woensdagnamiddag en jaarmarkten in juni en oktober.

## Onderwijs
Ondanks het landelijk karakter van de gemeente, zijn er op veel niveaus onderwijsvoorzieningen aanwezig. Op het niveau van kleuteronderwijs en lager onderwijs zijn er gemeentescholen in Haacht en Wespelaar. De katholieke vrije basisscholen bevinden zich in Haacht, Haacht-Station, Wakkerzeel en Tildonk. Bovendien is er ook een Freinetschool in Haacht.
Op het middelbare onderwijsniveau bestaat er zowel a.s.o.-, t.s.o.- als b.s.o.-onderwijs in Don Bosco Haacht (DBH) en Sint-Angela Tildonk (SATI).

## Sport

### Faciliteiten
- De gemeente Haacht bezit sedert 2003 een moderne en complete sporthal ('Den Dijk' gelegen in Wespelaar aan de Dijkstraat) met een aparte gymnastiekhal. In 2019 werd de polyvalente zaal Den Box gerealiseerd op dezelfde vrijetijdssite. De site heeft voetbalvelden, beachvolleybalvelden, een atletiekpiste, een Finse piste (aangelegd in 2023), een skatepark (vernieuwd in 2024), petanquebanen en outdoor fitnesstoestellen.
- In september 2012 opende het gemeenschapscentrum GC Den Breughel de deuren.

### Volleybal (indoor en beach)
De volleybalclub Feniks Haacht, een fusieclub van De Mitters en Olympia in 2017, is bij de 15 grootste clubs van Vlaanderen. De eerste heren-ploeg speelt momenteel in 1e nationale. De thuiswedstrijden worden gespeeld in sportcomplex Den Dijk, voor gemiddeld 200 supporters. De eerste dames-ploeg speelt in 1e provinciale.
Feniks heeft elk seizoen een 18-tal teams, jeugd en senioren, in competitie. Feniks stimuleert de ouders van de jeugdspelers om ook te volleyballen in haar 3 recrea teams.
Beach Haacht, deel van Feniks Haacht, is opgestart in 2020. Het Beachvolley kent de voorbije jaren een enorme groei, zo ook in Haacht. Elk jaar in mei organiseert de club een beach-event van 9 dagen. Er worden tal van tornooien georganiseerd voor jeugd, senioren en bedrijven, waaronder ook het Belgian Beach Tournement waar de beste teams van België strijden voor het Belgisch kampioenschap.
Feniks Haacht heeft ook een G-ploeg.

### Handbal
In Haacht speelt handbalclub HC AtomiX. De herenploeg speelde jaren in de Belgische Eerste Klasse en speelt zijn thuismatchen in het sportcomplex Den Dijk. Anno 2020 spelen de heren in de BeNeliga en de dames in 2de Nationale. AtomiX heeft een sterke jeugdwerking die behoort tot de top in Vlaanderen.

### Voetbal
Haacht kent ook twee voetbalploegen: KVC Haacht en Sparta Haacht-Statie.
In de deelgemeenten voetballen FC Tildonk en VK Wakkerzeel.

### Basketbal
Basketbalclub BBC Haacht.

### Sportevenementen
- Sinds 2007 vindt de Haachtse Stratenloop plaats. De wedstrijd is zowel voor mannen als vrouwen. Er is keuze uit 5 km,10 km en 15 km.
- In mei 2003 won Tom Boonen zijn allereerste grote koers in Haacht! De Quick Step-Davitamon renner won toen de langste rit in de Ronde van België tussen Knokke-Heist en Haacht (224 km). Hij won de sprint van een vluchtersgroep van zes renners met een fietslengte voorsprong op de Fransman Jimmy Engoulvent (tweede) en de Nederlander Karsten Kroon (derde).
- Sinds 2011 eindigt de eindejaarsklassieker Primus Classic Impanis-Van Petegem in Haacht. Sinds 2015 behoort deze wedstrijd tot de hoogste categorie. De afgelopen jaren werd de koers steevast gewonnen door grote namen met André Greipel, Sep Vanmarcke, Greg Van Avermaet, Fernando Gaviria, Matteo Trentin en Edward Theuns op de erelijst.
- Sinds 2021 organiseert Feniks Haacht elk jaar het Belgian Beach Tournement waar de beste teams van België strijden voor het Belgisch kampioenschap.
- Om de 2 jaar is er een interprovinciale volleybal tornooi waar de provinciale selecties het tegen elkaar opnemen.

## Trivia
Anno 2005 verkozen de lezers van de krant Het Nieuwsblad de antitankgracht tot mooiste plekje van Vlaanderen in de categorie 'Rivieren en beken'.

## Bekende personen
- Remi Van de Sande (1893-1969), zeevaarder
- Eva Daeleman (1990) (presentatrice)
- Frédéric Frans (1989), (voetballer)
- Bart Swings (1991) (schaatser)
- Graaf de Spoelberg (rijkste familie van België en eigenaars AB Inbev)

## Nabijgelegen kernen
Wespelaar, Haacht-Station, Rijmenam, Keerbergen, Werchter, Wakkerzeel